# Mare Crisium
Mare Crisium (Mar das Crises) é um mar lunar de 555 quilômetros de diâmetro, localizado na bacia das crises. A bacia das crises, com 176.000 quilômetros quadrados, formou-se na época ímbrica inferior.
O Mare Crisium possui um solo interior bastante plano, com poucas ocorrências de elevações, sendo estas consideravelmente suaves. Esta região circular é cercada por um anel exterior irregular.
A sudeste do Mare Crisium se localiza a região batizada como Promontorium Agarum. Ao oeste, se localiza a cratera Yerkes, ao este dste, a cratera Picard e ao norte desta última, a cratera Pierce.

## Observação e exploração
O Mare Crisium é pouco visível a partir da Terra a olho nu, sendo visto como uma mancha escura no limite da face lunar.
Foi o local de pouso da sonda soviética Luna 15, em 1969. Uma amostra de solo do Mare Crisium foi trazida à Terra em 22 de Agosto de 1976 pela sonda Luna 24.

## Imagens

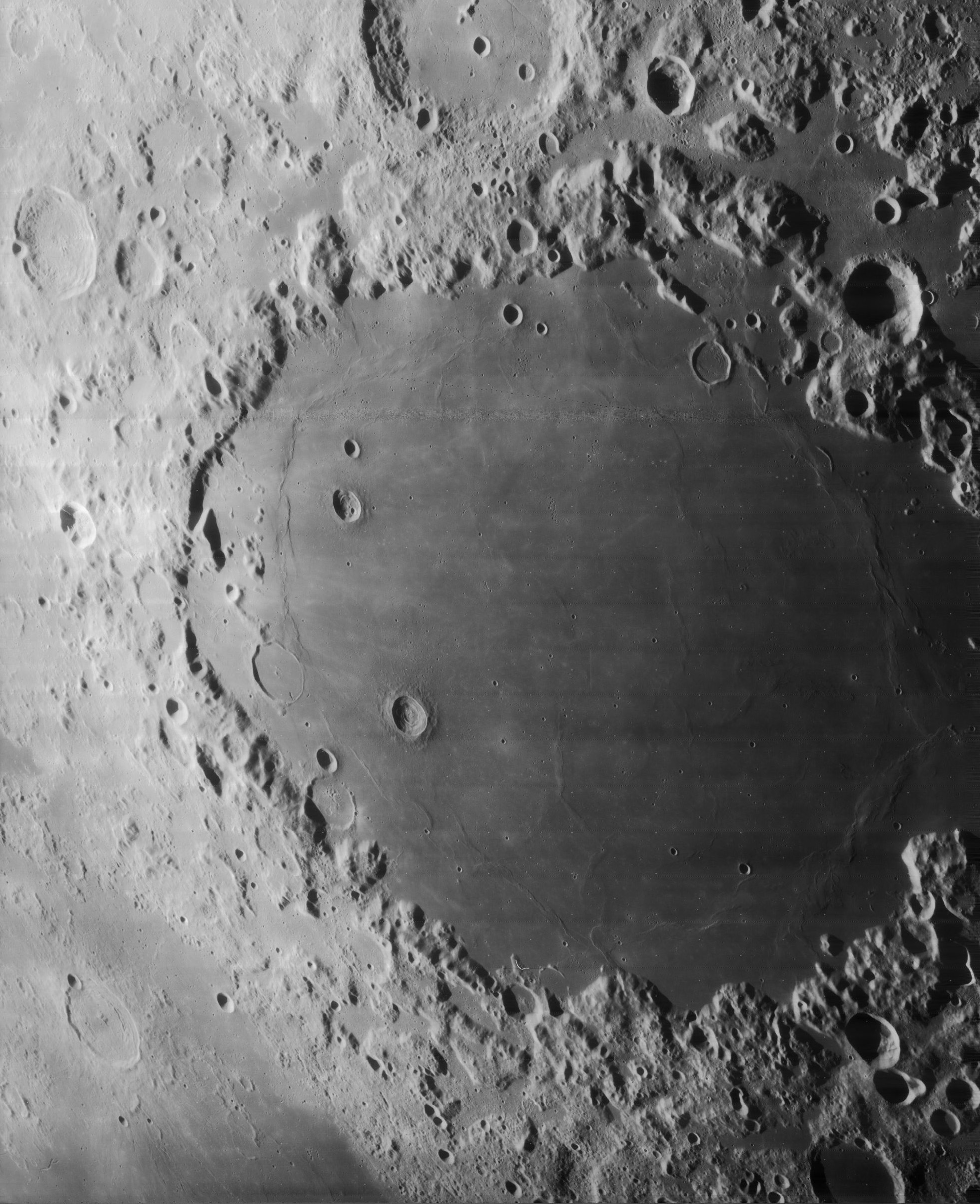
Imagem feita pela sondaLunar Orbiter 4
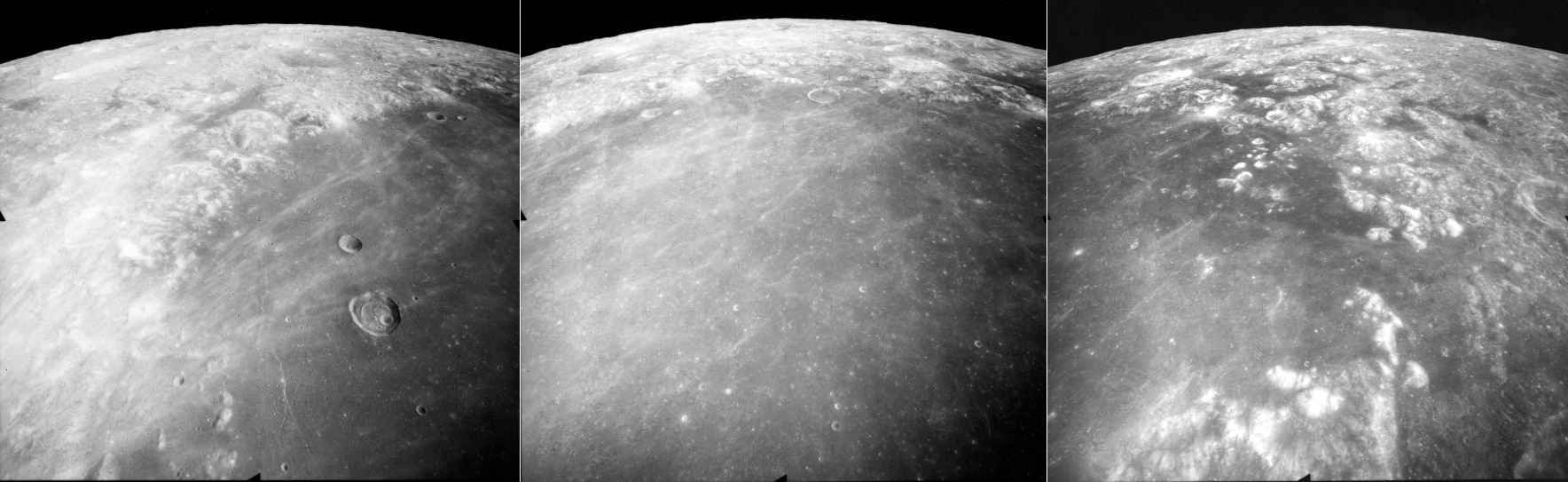
Acima estão três imagens da parte norte do Mare Crisium, na Lua, capturadas pelo astronauta Ronald Evans, da nave Apollo 17, em 1972, a partir de uma altitude de 118 km, durante a vigésima sétima volta em torno do satélite.  Na parte direita está a margem leste do Mare Crisium, com a parte norte do Promontorium Agarum visível em primeiro plano, e o  Mare Anguis próximo ao horizonte central. A cratera Eimmart é visível em ambas as fotografias, como uma mancha brilhante (perto do topo de cada imagem).  A terceira foto (a partir da esquerda) mostra uma evidente ausência de grandes crateras, indicando a ocorrência de basalto relativamente recente; a cretera Eimmart C é visível como um anel no limite do mar, próximo ao centro. A foto da esquerda mostra a margem ocidental do Mare Crisium, com a cratera Peirce (maior) e Swift (menor) dentro do Mare Crisium, e a grande cratera Cleomedes perto do horizonte central. Os raios da cratera Proclus (mais a oeste, não mostrada na imagem) são proeminentes.  Estas imagens foram feitas com uma diferença de poucos minutos, uma em relação à outra.
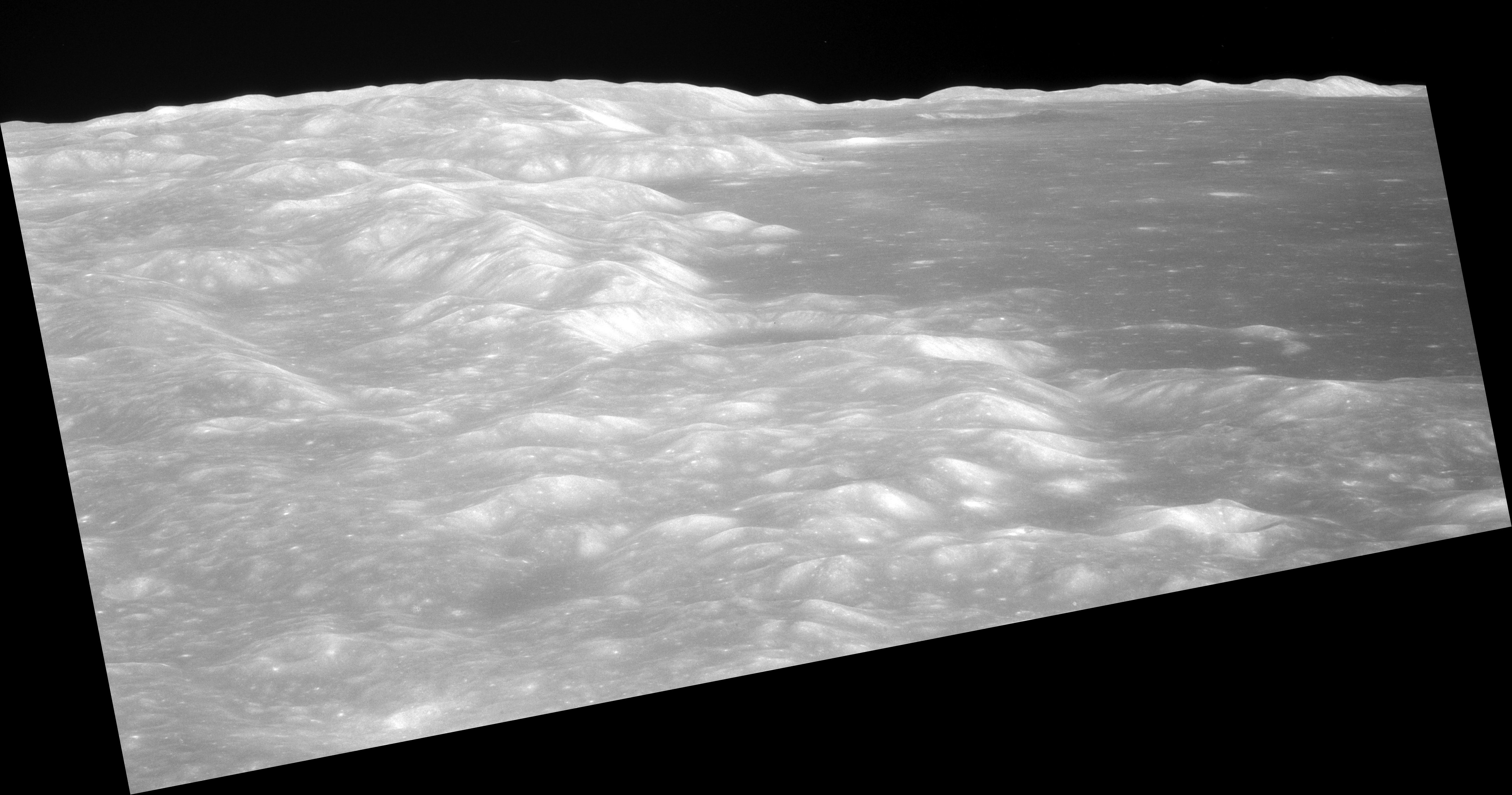
Visão a partir de baixa altitude do Mare Crisium pela nave Apollo 11, olhando a noroeste, e mostrando a cratera Shapley perto d centro do limite do centro do limite do Mare Crisium, e a cratera Greaves perto do horizonte.

## Na cultura popular

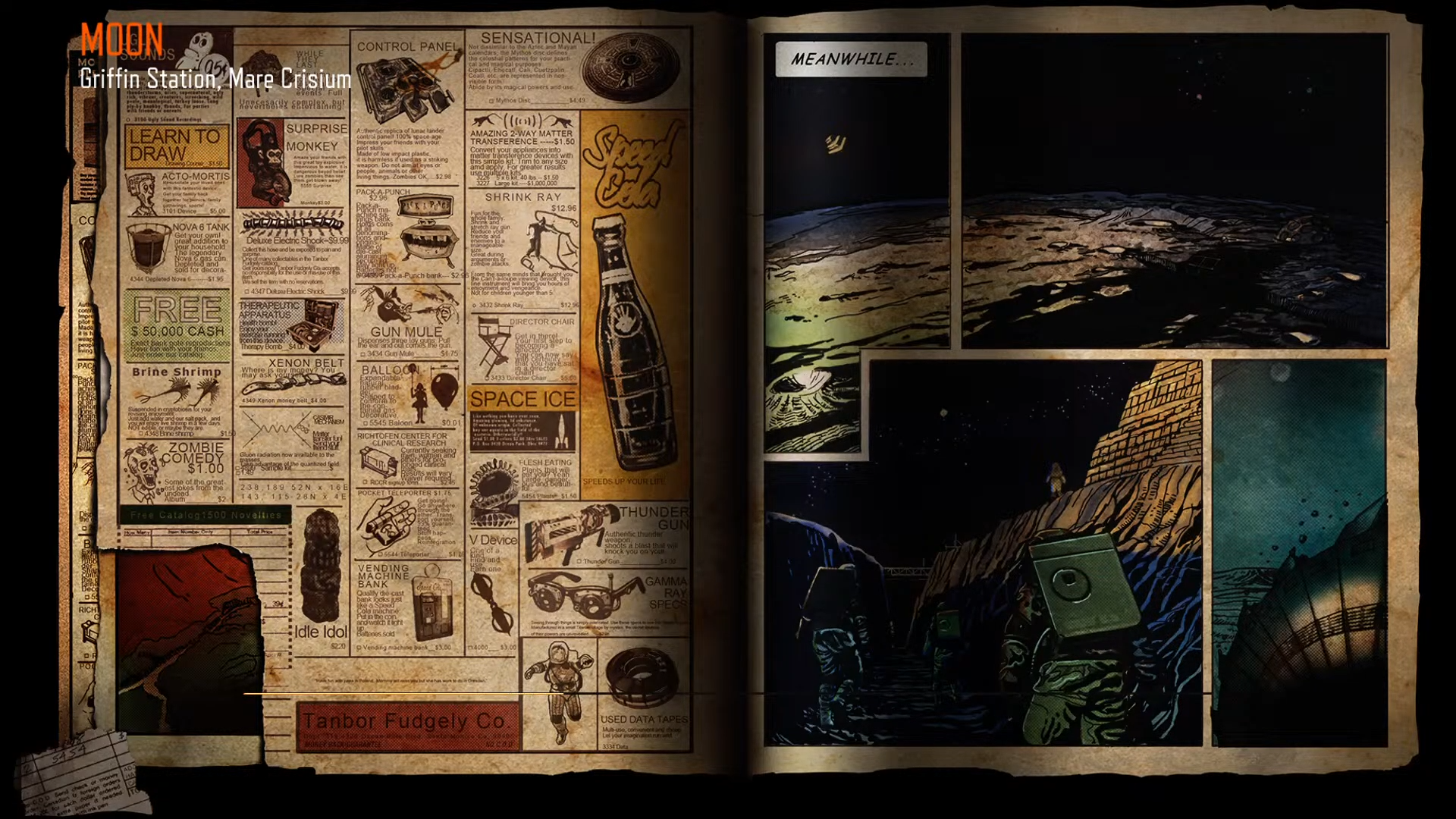
Tela de carregamento do mapa "Moon" de Call of Duty: Black Ops III, perceba que Griffin Station, local onde os acontecimentos do mapa ocorrem, está localizada em Mare Crisium.

- O Mare Crisium é citado nas obras The Sentinel (1951) e O Fim da Infância (1953) do escritor Arthur C. Clarke.
- Nos jogos eletrônicos Call of Duty: Black Ops e Call of Duty: Black Ops III, no mapa do modo zumbis "Moon", a tela de carregamento indica que "Griffin Station" é localizado em Mare Crisium.
- A banda brasileira de heavy metal Krisiun foi assim batizada em homenagem ao Mare Crisium.
- Mare Crisium é citado em várias cenas do filme de desastre e ficção científica Moonfall lançado em 2022 e dirigido por Roland Emmerich.[3]